# Radosław Kałużny
Radosław Kałużny est un footballeur international polonais né le 2 février 1974 à Góra.

## Carrière
- 1991-1998 :  Zagłębie Lubin
- 1997-2001 :  Wisła Cracovie
- 2001-2003 :  Energie Cottbus
- 2002-2005 :  Bayer Leverkusen
- 2004-2005 :  Rot-Weiss Essen
- 2005-2006 :  Ahlen
- 2006-2007 :  AEL Limassol
- 2007-2008 :  Jagiellonia Białystok

## Palmarès
- 41 sélections et 11 buts avec l'équipe de Pologne entre 1997 et 2005.